# Xaviersobased
Xavier Lopez (Nueva York, 23 de octubre de 2003) conocido por su nombre artístico Xaviersobased, es un rapero y productor musical estadounidense de la ciudad de Nueva York. Es conocido por su estilo excéntrico y su producción innovadora, abarcando una variedad de géneros que incluyen trap, plugg, jerk y hyperpop.

## Biografía
Xavier Lopez nació el 23 de octubre de 2003 en el barrio Upper West Side de Nueva York. Es de ascendencia dominicana y proviene de una familia con antecedentes musicales, ya que su madre comenzó a trabajar como DJ en la década de 1980. Ha nombrado a artistas como Chief Keef, Hi-C, Lil B y Duwap Kaine como sus principales inspiraciones musicales.
Está afiliado principalmente a los colectivos de hip hop underground 1c34 y Novagang.

## Carrera
La primera canción de López bajo el nombre de Xaviersobased fue lanzada el 8 de junio de 2016.  El 11 de enero de 2024, lanzó un sencillo titulado "40" con el productor de Surf Gang, Evilgiane, y el también rapero Nettspend.   El 12 de enero de 2024, López fue invitado al popular programa de radio On The Radar, en el que realizó un estilo libre sobre un instrumental cortesía de DJ Ess.   Este estilo libre fue publicado posteriormente como la canción titulada "Special" en su proyecto Keep It Goin Xav. El 16 de enero, lanzó un proyecto exclusivo de SoundCloud de 15 pistas titulado Keep It Goin Xav, presentado por DJ Rennessy, con apariciones de los raperos Nettspend, Yhapojj, Jtxpo y Kuru.  Keep It Goin Xav luego se lanzó en otras plataformas de transmisión.
En su reseña de Keep It Goin Xav, Alphonse Pierre de Pitchfork escribió que a pesar de inspirarse en diversas influencias, el estilo de Xaviersobased conserva una fuerte identidad de rap neoyorquino, lo que lo distingue en la escena del rap de Internet generalmente "amorfa". Describió la música como "vibrante, improvisada y muy divertida", aunque relativamente inaccesible con respecto a las voces, que tienen muchas capas y a veces cambios de tono. Elogió además la selección de pistas más rápidas, aunque señaló que las más lentas son menos interesantes, pero no están exentas de sutileza. 
López lanzó su segundo mixtape de 2024, with 2, el 5 de junio. El álbum, parcialmente inacabado, fue lanzado apresuradamente tras filtrarse completamente una semana antes.  En una reseña para Pitchfork, Kieran Press-Reynolds señaló que, como los colegas de López tienden a diluir su sonido para atraer a un público más amplio, "es dulce ver a alguien a quien no le importa nada". 

## Discografía

### Álbumes de estudio
| Título      | Detalles del álbum                                                                                           |
| ----------- | --- |
| 2,000       | - Fecha de lanzamiento: 15 de agosto de 2021 - Etiqueta: Autoeditado - Formato: Descarga digital, streaming  |
| Nothingness | - Fecha de lanzamiento: 19 de mayo de 2022 - Etiqueta: Autoeditado - Formato: Descarga digital, streaming    |
| And When    | - Fecha de lanzamiento: 23 de octubre de 2022 - Etiqueta: Autoeditado - Formato: Descarga digital, streaming |

### Álbumes en vivo
| Título                           | Detalles del álbum                                                                                     |
| -------------------------------- | --- |
| Live from Surf Gang x NTS: Miami | - Fecha de lanzamiento: 3 de enero de 2025 - Sello: Autoeditado - Formato: Descarga digital, streaming |

### Mixtapes
| Título            | Detalles del álbum                                                                                      |
| ----------------- | --- |
| With              | - Fecha de lanzamiento: 21 de mayo de 2021 - Sello: Autoeditado - Formato: Descarga digital, streaming  |
| Who Are You?      | - Fecha de lanzamiento: 30 de enero de 2022 - Sello: Autoeditado - Formato: Descarga digital, streaming |
| Someone Help      | - Fecha de lanzamiento: 11 de abril de 2022 - Sello: Autoeditado - Formato: Descarga digital, streaming |
| Install           | - Fecha de lanzamiento: 19 de julio de 2022 - Sello: Autoeditado - Formato: Descarga digital, streaming |
| Keep It Going Xav | - Fecha de lanzamiento: 15 de enero de 2024 - Sello: Autoeditado - Formato: Descarga digital, streaming |
| With 2            | - Fecha de lanzamiento: 5 de junio de 2024 - Sello: Autoeditado - Formato: Descarga digital, streaming  |

### Mixtapes colaborativos
| Título                                     | Detalles del álbum                                                                                         |
| ------------------------------------------ | --- |
| The MostHated SoBased Tape con Samosthated | - Fecha de lanzamiento: 3 de diciembre de 2023 - Sello: Autoeditado - Formato: Descarga digital, streaming |

### Reproducciones extendidas (EP)
| Título                                   | Detalles del álbum                                                                                           |
| ---------------------------------------- | --- |
| Axajwjn 124643 Jahsnbje                  | - Fecha de lanzamiento: 30 de junio de 2020 - Sello: Autoeditado - Formato: Descarga digital, streaming      |
| Marble Blast Ultra                       | - Fecha de lanzamiento: 14 de agosto de 2020 - Sello: Autoeditado - Formato: Descarga digital, streaming     |
| Store                                    | - Fecha de lanzamiento: 8 de enero de 2021 - Sello: Autoeditado - Formato: Descarga digital, streaming       |
| And                                      | - Fecha de lanzamiento: 15 de marzo de 2021 - Sello: Autoeditado - Formato: Descarga digital, streaming      |
| With B4 With                             | - Fecha de lanzamiento: 9 de mayo de 2021 - Sello: Autoeditado - Formato: Descarga digital, streaming        |
| Reivax                                   | - Fecha de lanzamiento: 3 de junio de 2021 - Sello: Autoeditado - Formato: Descarga digital, streaming       |
| New Chapter                              | - Fecha de lanzamiento: 18 de julio de 2021 - Sello: Autoeditado - Formato: Descarga digital, streaming      |
| kjtgb78r                                 | - Fecha de lanzamiento: 27 de septiembre de 2021 - Sello: Autoeditado - Formato: Descarga digital, streaming |
| Pretty Songs                             | - Fecha de lanzamiento: 23 de octubre de 2021 - Sello: Autoeditado - Formato: Descarga digital, streaming    |
| And 2                                    | - Fecha de lanzamiento: 16 de marzo de 2022 - Sello: Autoeditado - Formato: Descarga digital, streaming      |
| Xav On Tour                              | - Fecha de lanzamiento: 3 de abril de 2022 - Sello: Autoeditado - Formato: Descarga digital, streaming       |
| Expensive Coffee Is So Damn Bitter ..    | - Fecha de lanzamiento: 7 de septiembre de 2022 - Sello: Autoeditado - Formato: Descarga digital, streaming  |
| Halloween Might Jus Be My Fav Holiday FR | - Fecha de lanzamiento 31 de octubre de 2022 - Sello: Autoeditado - Formato: Descarga digital, streaming     |
| Bath & Body Works                        | - Fecha de lanzamiento: 12 de enero de 2023 - Sello: Autoeditado - Formato: Descarga digital, streaming      |
| Rly Hoping Life Goes Well Rn             | - Fecha de lanzamiento: 1 de febrero de 2023 - Sello: Autoeditado - Formato: Descarga digital, streaming     |
| And 3                                    | - Fecha de lanzamiento: 23 de febrero de 2023 - Sello: Autoeditado - Formato: Descarga digital, streaming    |
| 34th Level                               | - Fecha de lanzamiento: 2 de abril de 2023 - Sello: Autoeditado - Formato: Descarga digital, streaming       |
| Stash Muzik Tha EP                       | - Fecha de lanzamiento: 17 de septiembre de 2023 - Sello: Autoeditado - Formato: Descarga digital, streaming |
| U Ain't Gettin Saved Tha EP              | - Fecha de lanzamiento: 10 de julio de 2023 - Sello: Autoeditado - Formato: Descarga digital, streaming      |

### EPs colaborativos
| Título                       | Detalles del álbum                                                                                          |
| ---------------------------- | --- |
| Casino con Glost             | - Fecha de lanzamiento: 5 de junio de 2020 - Sello: Autoeditado - Formato: Descarga digital, streaming      |
| TWIN PEAKS EP con Heroinsick | - Fecha de lanzamiento: 18 de diciembre de 2020 - Sello: Autoeditado - Formato: Descarga digital, streaming |
| NICK X XAVIER con Zuro       | - Fecha de lanzamiento: 31 de marzo de 2021 - Sello: Autoeditado - Formato: Descarga digital, streaming     |
| nyc 2 atl con Jtxpo          | - Fecha de lanzamiento: 29 de octubre de 2021 - Sello: Autoeditado - Formato: Descarga digital, streaming   |
| With 1,5 Con Crunchy         | - Fecha de lanzamiento: 25 de noviembre de 2021 - Sello: Autoeditado - Formato: Descarga digital, streaming |
| Yhaposobased con Yhapojj     | - Fecha de lanzamiento: 22 de febrero de 2023 - Sello: Autoeditado - Formato: Descarga digital, streaming   |